# Ушлеп
Ушлеп — река в России, протекает в Солтонском районе Алтайского края. 
Начинается вблизи урочища Михайловское, течёт на север по гористой, поросшей осиново-пихтовым лесом, местности. В низовьях протекает через Новотроицк и далее - через болота. Впадает в реку Черняй слева на высоте 233 метра над уровнем моря.
По данным ГВР впадал в реку Чулда и имел длину 21 км.

## Данные водного реестра
По данным государственного водного реестра России относится к Верхнеобскому бассейновому округу, водохозяйственный участок реки — Бия, речной подбассейн реки — Бия и Катунь. Речной бассейн реки — (Верхняя) Обь до впадения Иртыша.